# Paolo Bacci
Paolo Bacci (1968) è un poliziotto italiano e astrofilo amatoriale.
Il Minor Planet Center lo accredita per la scoperta dell'asteroide 331011 Peccioli, effettuata il 26 ottobre 2009 in collaborazione con Francesco Biasci.
Ha fatto parte della squadra, guidata da José Luis Ortiz Moreno, che ha scoperto l'anello intorno al pianeta nano Haumea durante l'osservazione di un'occultazione avvenuta il 21 gennaio 2017.
È stato tra coloro che hanno confermato il primo asteroide interstallare 1I/'Oumuamua avendolo osservato dall'osservatorio astronomico di San Marcello Pistoiese assieme a Martina Maestripieri.
Dal febbraio 2017 è uno dei responsabili della Sezione Asteroidi dell'Unione Astrofili Italiani.
Gli è stato dedicato l'asteroide 108205 Baccipaolo.